# Lynn Redgrave
Lynn Rachel Redgrave (ur. 8 marca 1943 w Londynie, zm. 2 maja 2010 w Kent) – brytyjska aktorka.

## Życiorys
Była córką aktorów: sir Michaela Redgrave i Rachel Kempson. Jej starsza o sześć lat siostra Vanessa Redgrave jest znaną aktorką; brat Corin Redgrave także występował w filmach.
Na deskach teatralnych zadebiutowała w 1962 roku jako Helena w komedii Williama Shakespeare’a Sen nocy letniej. Była aktorką Królewskiego Teatru Narodowego Wielkiej Brytanii od momentu jego powstania w 1963 do 1966 roku.
W 1966 roku tytułowa rola w komedii Georgy Girl w reżyserii Silvio Narizzano przyniosła jej międzynarodowy rozgłos, nominację do Oscara, Złoty Glob dla najlepszej aktorki w filmie komediowym lub musicalu oraz nagrodę nowojorskich krytyków filmowych. Za rolę w dramacie Bogowie i potwory otrzymała Złoty Glob dla najlepszej aktorki drugoplanowej i została ponownie nominowana do Oscara.
Jej mężem w latach 1967–2000 był John Clark, z którym miała trójkę dzieci.
W 2001 roku została odznaczona Orderem Imperium Brytyjskiego.
Zmarła w swoim domu, w nocy, po siedmioletniej walce z rakiem piersi.

## Wybrana filmografia
- 2009: Wyznania zakupoholiczki (Confessions of a Shopaholic) jako pijana dama na balu
- 2007: Gotowe na wszystko (Desperate Housewives) jako Dahlia Hainsworth (sezon 3 odcinek 17; gościnnie)
- 2007: Rozważni i romantyczni – Klub miłośników Jane Austen (The Jane Austen Book Club) jako mama Sky
- 2005: Biała hrabina (The White Countess) jako Olga, teściowa
- 2004: Kinsey jako ostatni egzaminowany
- 2003: Charlie's War jako babcia Lewis
- 2003: Piotruś Pan (Peter Pan) jako ciotka Millicenta
- 2002: Dzika rodzinka (The Wild Thornberrys Movie) jako Cordelia Thornberry (głos)
- 2002: Pająk (Spider) jako pani Wilkinson
- 2002: Bezwarunkowa miłość (Unconditional Love) jako Nola Fox
- 2002: Wojna Variana (Varian's War) jako Alma Werfel-Mahler
- 2000: Układ prawie idealny (The Next Best Thing) jako Helen Whittaker
- 2000: Jak zabić psa sąsiada? (How to Kill Your Neighbor's Dog) jako Edna
- 1999: Pomoc domowa (The Nanny) jako ona sama (sezon 6 odcinek 13; gościnnie)
- 1998: Bogowie i potwory (Gods and Monsters) jako Hanna
- 1996: Blask (Shine) jako Gillian
- 1972: Wszystko, co chcielibyście wiedzieć o seksie, ale baliście się zapytać (Everything You Always Wanted to Know About Sex* (*But Were Afraid to Ask)) jako królowa
- 1970: Przyrodni bracia (Last of the Mobile Hot Shots) jako Myrtle
- 1966: Georgy Girl jako Georgy
- 1964: Dziewczyna z zielonymi oczami (Girl with Green Eyes) jako Baba Brennan
- 1963: Przygody Toma Jonesa (Tom Jones) jako Susan

## Nagrody
- Złoty Glob Najlepsza aktorka w komedii lub musicalu: 1967 Georgy GirlNajlepsza aktorka drugoplanowa: 1999 Bogowie i potwory